# Awadhi
 (mai 2020).
Si vous disposez d'ouvrages ou d'articles de référence ou si vous connaissez des sites web de qualité traitant du thème abordé ici, merci de compléter l'article en donnant les références utiles à sa vérifiabilité et en les liant à la section « Notes et références ».
L'awadhi est une langue parlée en Inde du Nord et au Népal. Il doit son nom à la région de l'Awadh, dans l'Uttar Pradesh. Il est considéré comme un dialecte oriental du hindi au sens large.